# 土石流センサー
土石流センサー（どせきりゅうセンサー）とは、土石流の流下を検知する観測機器である。土石流が発生しやすい工事現場の安全管理や下流住民の警戒避難対策に利用される。

## ワイヤーセンサー
土石流がワイヤーを切断した際に発生する信号を検知するシステム。構造が簡単でメンテナンスも比較的平易であるが、一度切断されると再設定しなければならず、頻繁に発生する箇所や設置箇所へのアクセスが容易にできない箇所への設置は不向きである。また、動物の移動や落石により切断されることもあるので、定点カメラと併用されることもある。

## 振動・音響センサー
土石流が流下する際の震動や音を検知するシステム。非接触型であり、ワイヤーの張り直しが不要で集中豪雨の発生シーズンを通じて稼働させることができるが、機器用の電源を別途設置せねばならず、大型かつ高価なシステムとなる。また、感度のレベル設定については、何度か土石流の発生を踏まえた微調整が必要であり、即用性に欠ける場合もある（センサーの感度を安全側に設定し、定点カメラを併用することで回避できる）。

## レーザー（光学）センサー
振動・音響センサーと同様に非接触型であり、メリット、デメリットともに準じる。電力の消費量は大きいものの、谷底からやや離れた箇所に設置可能で、土石流の流下により生じる河床の上下動にも対応することができる。光が遮断されるような集中豪雨、濃霧時には対応できない。